# Hanspeter Thür
Pour les articles homonymes, voir Thür (homonymie).
Hanspeter Thür, né le 31 mai 1949 à Staad (originaire d'Altstätten), est un haut fonctionnaire et une personnalité politique suisse du canton d'Argovie, membre des Verts. Il est conseiller national de 1987 à 1999 et préposé fédéral à la protection des données de 2001 à 2015.

## Biographie
Hanspeter Thür naît le 31 mai 1949 à Staad. Il est originaire d'Altstätten. Il obtient une licence en droit à l'Université de Bâle en 1975, puis passe son brevet d'avocat en 1978. Il est journaliste pour le quotidien de la Migros Die Tat, puis pour le Tages-Anzeiger. Il exerce comme avocat, parallèlement à ses mandats politiques, puis à son poste dans l'administration fédérale.
En 2001, il est nommé préposé fédéral à la protection des données, un poste à 50 %, et il démissionne alors des Verts. Il est la deuxième personne à occuper ce poste, après le conseiller aux États démocrate-chrétien Odilo Guntern. Il démissionne en novembre 2015.
En décembre 2015, il devient coordinateur de projet pour la Alte Reithalle, une salle de concert et de théâtre à Aarau.
Il est marié et père d'un enfant.

## Parcours politique
Pendant ses études à Bâle, Hanspeter Thür est membre des Organisations progressistes de Suisse (POCH). En 1983, il est membre fondateur de l'Alliance verte argovienne, un parti qui rejoindra les Verts suisses en 1988,. Il est élu au Grand Conseil du canton d'Argovie en 1985.
En 1987, il devient conseiller national et rejoint le groupe écologiste. Réélu en 1991, il préside le groupe écologiste du Conseil national en 1992 et 1993,. En 1994, il est candidat à la présidence du Conseil national, mais son appartenance passée aux POCH lui est reprochée par les partis bourgeois, qui lui préfèrent un membre du Parti libéral. Il est élu pour un troisième mandat en 1995. Il démissionne du Conseil national en 1999, peu avant la fin de la législature, laissant la place à sa collègue de parti Katrin Kuhn qui n'est pas réélue quelques mois plus tard,. Pendant son mandat de conseiller national, il est membre de la commission d'enquête parlementaire qui se penche sur l'affaire des fiches.
En 1995, il devient président des Verts suisses, succédant à la zurichoise Verena Diener. En 1997, il est remplacé par le conseiller national bernois Ruedi Baumann. Il est considéré comme un membre de l'aile réaliste des Verts.
Au printemps 1999, il annonce son intérêt pour un poste de juge fédéral suppléant, mais il se heurte à l'opposition d'une partie des Verts qui lui préfèrent une femme, l'écologiste Thomas Merkli ayant été élu au Tribunal fédéral en 1998,.